# Локачи (Волынская область)
Локачи́ (укр. Локачі) — посёлок во Владимирском районе Волынской области Украины. Административный центр Локачинской поселковой общины.

## История
В 1778 году Локачи получили право на проведение ярмарок.
После второго раздела Польши в 1793 году селение вошло в состав Российской империи и в дальнейшем было включено в Хоровскую волость Владимир-Волынского уезда Волынской губернии.
В 1870 году здесь насчитывалось 186 домов и 568 жителей.
После окончания советско-польской войны в соответствии с Рижским мирным договором 1921 года в 1921—1939 гг. Локачи находились в составе Волынского воеводства Польши. В 1939 году Волынь была присоединена к СССР.
В период Великой Отечественной войны в 1941—1944 гг. посёлок был оккупирован немецкими войсками. Здесь располагались немецкая жандармерия и украинский полицейский участок. Еврейское население было согнано в гетто, которое было ликвидировано 13 сентября 1942 г., когда сотрудники СД с участием украинской полиции расстреляли 1350 человек.
17 апреля 1943 г., воспользовавшись временным отсутствием немецкого гарнизона и дезертирством украинских полицейских, на Локачи напал отряд УПА. Украинские националисты убили 14 местных жителей-поляков. После 11 июля 1943 года Локачи стали убежищем для польских беженцев, спасающихся от резни на Волыни. Часть из них поступила на службу во вспомогательную полицию, совместно с немцами защищавшую посёлок от нападений УПА и патрулировавших его территорию. Установлено, что поляки-полицейские в отместку за убийства поляков бандеровцами убили 26 украинцев. В январе — феврале 1944 г. большинство поляков эвакуировалось в более крупные центры. 2 февраля из посёлка эвакуировалась немецкая администрация. 13 июня 1944 года отряд УПА снова напал на посёлок. Число жертв среди поляков неизвестно.
В 1945 году здесь началось издание районной газеты.
В советское время здесь работали завод строительных материалов и маслодельный завод.

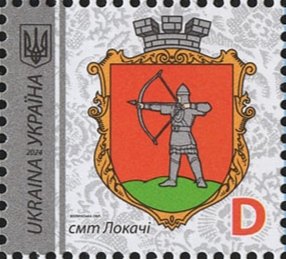
Стандартная марка с символикой посёлка в серии «Гербы городов, поселков и сел Украины», Почта Украины, 2024 год.

В январе 1989 года численность населения составляла 4118 человек.
На 1 января 2013 года численность населения составляла 3920 человек.
В ходе административной реформы 2020 г. вместе с Локачинским районом был включён в состав Владимирского района Волынской области.

## Транспорт
Посёлок находится в 26 км от станции Иваничи железнодорожной линии Ковель — Львов Львовской железной дороги.